# International Spy Museum
Das International Spy Museum (deutsch Internationales Spionage-Museum) ist ein privates Museum zum Thema Spionage. Es steht am L’Enfant Plaza im Südwesten der amerikanischen Hauptstadt Washington, D.C.

## Geschichte

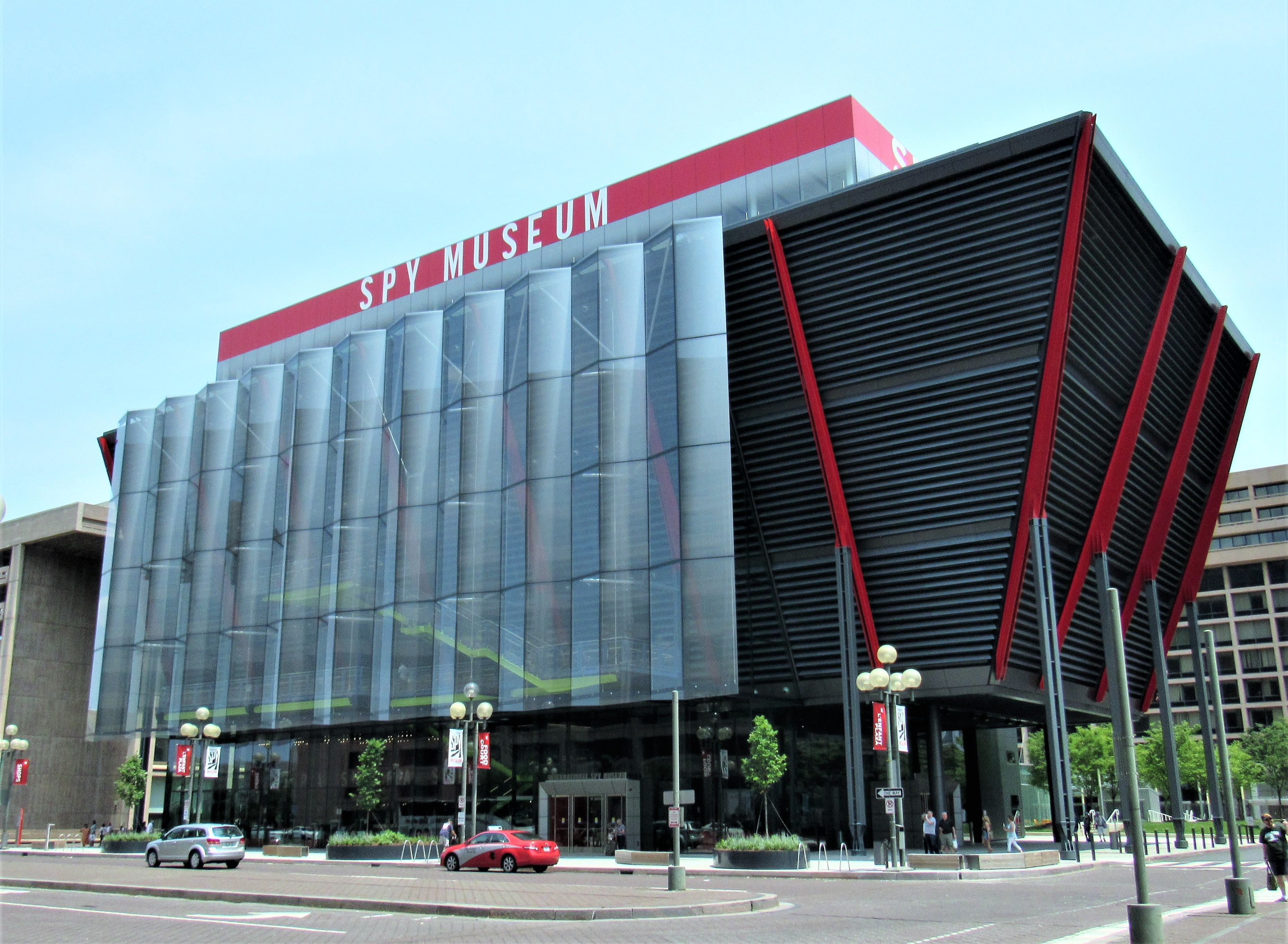
Das Museumsgebäude am L’Enfant Plaza in Washington, D.C.

Nachdem das Museum im Jahr 2002 ursprünglich im Penn Quarter von Washington gegründet worden war, bezog es 2019 die neuen Räumlichkeiten am heutigen Standort.
Es widmet sich allen Aspekten der Spionage, wie deren Geschichte und ihrer zeitgenössischen Bedeutung. Es thematisiert die Ausbildung von Spionen und präsentiert deren vielfältige Hilfsmittel. Anhand von authentischen Exponaten illustriert es den Erfindungsgeist und Einfallsreichtum wirklicher Spione. Nach eigener Aussage verfügt das Museum über die größte Sammlung internationaler Spionageartefakte, die jemals öffentlich ausgestellt wurden.
Dazu gehört eine Rotor-Chiffriermaschine Enigma-T. Dieses seltene Enigma-Modell wurde während des Zweiten Weltkriegs als spezielle Variante der deutschen Schlüsselmaschine Enigma exklusiv für den Nachrichtenverkehr der beiden Kriegsverbündeten Deutschland und Japan konzipiert. Das ausgestellte Exemplar wurde im August 1944, also kurz nach der Landung der Alliierten in der Normandie (Operation Overlord), von amerikanischen Soldaten in einem Lagerschuppen in der Nähe der französischen Hafenstadt Lorient erbeutet, die der deutschen Kriegsmarine damals als U-Boot-Stützpunkt diente. Die Enigma-T lag dort zusammen mit siebzig weiteren Exemplaren für den Versand nach Japan bereit (siehe auch Geschichte der Enigma-T).
Als besonderes Erlebnis bietet das Museum seinen Besuchern die Möglichkeit, die eigenen Spionagefähigkeiten auf einer Mission zu testen. Dazu wird jedermann eingeladen, selbst „Verdeckter Ermittler“ zu spielen. In einem Briefing Center erhält man eine „Tarnidentität“ und wird darauf vorbereitet, eine geheime Undercover-Mission durch das gesamte Museum durchzuführen. Zum Abschluss erreicht man schließlich das Debriefing Center und erhält eine Bewertung der gezeigten Fähigkeiten als „Top-Spion“.